# یولی (فلوریدا)
یولی (به انگلیسی: Yulee) یک منطقهٔ مسکونی در ایالات متحده آمریکا است که در شهرستان ناساو، فلوریدا واقع شده‌است. یولی ۵۹٫۶ کیلومتر مربع مساحت و ۱۳٬۰۳۷ نفر جمعیت دارد و ۱۱ متر بالاتر از سطح دریا واقع شده‌است.